# Borniochrysa luzonica
Borniochrysa luzonica is een insect uit de familie van de gaasvliegen (Chrysopidae), die tot de orde netvleugeligen (Neuroptera) behoort. 
Borniochrysa luzonica is voor het eerst wetenschappelijk beschreven door Banks in 1939.